# Mothusi Johnson
Mothusi Johnson (ur. 28 lipca 1997 w Gaborone) – botswański piłkarz grający na pozycji lewego obrońcy. Od 2018 jest zawodnikiem klubu Orapa United FC.

## Kariera klubowa
Johnson jest wychowankiem klubu TAFIC FC. Grał w nim w sezonie 2016/2017 w drugiej lidze botswańskiej. W 2017 roku przeszedł do Gaborone United, a w 2018 do Orapa United FC.

## Kariera reprezentacyjna
W reprezentacji Botswany Johnson zadebiutował 20 kwietnia 2019 roku w wygranym 2:0 meczu Mistrzostw Narodów Afryki 2020 z Seszelami, rozegranym w Lobatse.